# Morpho naponis
Morpho naponis är en fjärilsart som beskrevs av Le Cerf 1925. Morpho naponis ingår i släktet Morpho och familjen praktfjärilar. Inga underarter finns listade i Catalogue of Life.